# حزقيال كارلوس بولانوس
حزقيال كارلوس بولانوس (بالإسبانية: Juan Carlos Bolaños)‏ هو سائق سيارة سباق ومهندس مكسيكي، ولد في 10 نوفمبر 1946.